# يو بي-32

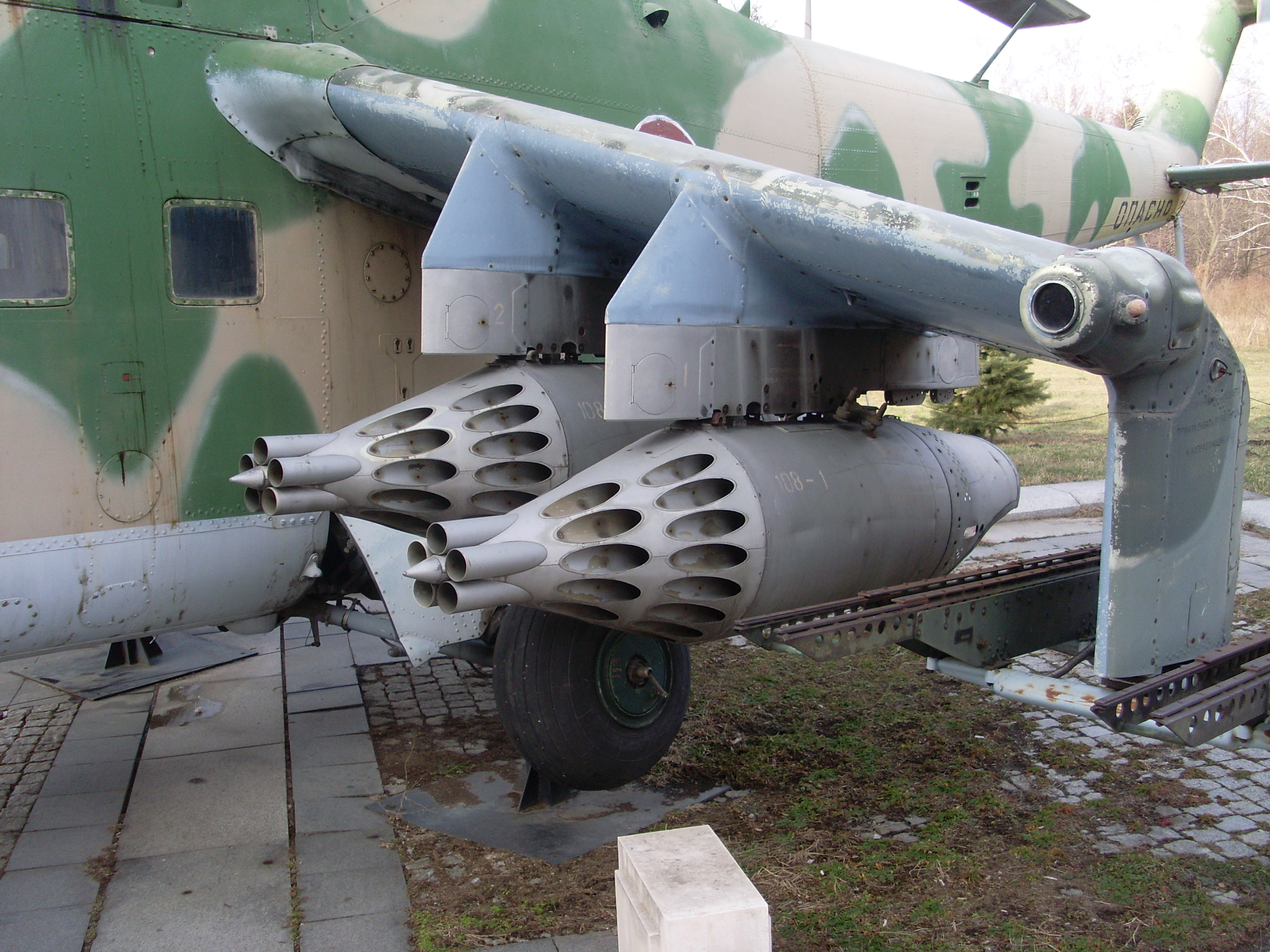
زوج من كبسولات UB-32 تحت قمة الجناح لطائرة هليكوبتر من طراز ميل مي-24

يو بي-32 (بالإنجليزية: UB-32)‏ هو عبارة عن قاذفة صواريخ من طراز ذات مقاس 57 ملم، يمكن إعادة إستخدامه، تم تطويره من قبل الاتحاد السوفيتي في سبعينيات القرن الماضي للإستخدام الجوي في حالات الدعم الجوي عن قرب والهجمات الأرضية. عادة يتم تثبيته على نقاط التعليق للطائرات الخارجية وإطلاق صواريخ S-5. يبلغ طول المشغل 2080 ملم (6.8 قدم) وقطره 464 ملم (1.5 قدم). تم إستخدامه بطريقة مرتجلة على ظهر المركبات المدرعة والشاحنات، وآخرها في الحرب الأهلية السورية والقتال في ليبيا.